# Peerage of Ireland
Peerage of Ireland ist der Begriff, der für alle Peerwürden benutzt wird, die die britischen Monarchen in ihrer Eigenschaft als Lord oder König von Irland geschaffen haben. Die Ränge der irischen Peerage sind Duke, Marquess, Earl, Viscount und Baron. Vor 1801 hatten die irischen Peers einen Sitz im Irish House of Lords, nach der Union von 1801 wählten die irischen Peers, genauso wie die schottischen Peers seit 1707, lediglich eine Anzahl Repräsentanten in das House of Lords des Vereinigten Königreichs (im Falle der Peerage of Ireland 28). Die Praxis endete mit der irischen Unabhängigkeit 1922.
Auch noch einige Zeit nach 1801 wurden irische Peers ernannt, die dann auch keinen unmittelbaren Sitz im House of Lords hatten. Diese Praxis hatte insbesondere den Vorteil, dass jene Peers ein Mandat im britischen House of Commons innehaben oder anstreben konnten, was durch eine Mitgliedschaft im House of Lords ausgeschlossen gewesen wäre. Zudem legte der Unionsvertrag fest, dass drei Titel erloschen sein mussten, bevor ein neuer geschaffen werden konnte, jedenfalls so lange, wie die Anzahl der irischen Peers 100 überstieg. Der letzte Titel wurde 1898 für Lord Curzon geschaffen.
In der folgenden Tabelle irischer Peers werden nur aktuell geführte Titel gelistet. Höhere oder gleichwertige Titel in anderen Peerages sind ebenfalls angeführt. Wenn ein irischer Peer Inhaber eines niedrigeren Titels in der Peerage of England, der Peerage of Great Britain oder der Peerage of the United Kingdom mit einem Sitz im House of Lords ist, wird dieser auch angegeben.

## Dukes in der Peerage of Ireland
| Titel                | Jahr der Verleihung | Andere Titel                                                                                         |
| -------------------- | ------------------- | --- |
| Der Duke of Leinster | 1766                | Viscount Leinster in der Peerage of Great Britain Baron Kildare in der Peerage of the United Kingdom |
| Der Duke of Abercorn | 1868                | Earl of Abercorn in der Peerage of Scotland Marquess of Abercorn in der Peerage of Great Britain     |

## Marquesses in der Peerage of Ireland
| Titel                       | Jahr der Verleihung | Andere Titel                                         |
| --------------------------- | ------------------- | ---------------------------------------------------- |
| Der Marquess of Waterford   | 1789                | Baron Tyrone in der Peerage of Great Britain         |
| Der Marquess of Downshire   | 1789                | Earl of Hillsborough in der Peerage of Great Britain |
| Der Marquess of Donegall    | 1791                | Baron Fisherwick in der Peerage of Great Britain     |
| Der Marquess of Headfort    | 1800                | Baron Kenlis in der Peerage of the United Kingdom    |
| Der Marquess of Sligo       | 1800                | Baron Monteagle in der Peerage of the United Kingdom |
| Der Marquess of Ely         | 1801                | Baron Loftus in der Peerage of the United Kingdom    |
| Der Marquess Conyngham      | 1816                | Baron Minster in der Peerage of the United Kingdom   |
| Der Marquess of Londonderry | 1816                | Earl Vane in der Peerage of the United Kingdom       |

## Earls in der Peerage of Ireland
| Titel                           | Jahr der Verleihung | Andere Titel                                                                              |
| ------------------------------- | ------------------- | ----------------------------------------------------------------------------------------- |
| Der Earl of Waterford           | 1446                | Earl of Shrewsbury in der Peerage of England; Earl Talbot in der Peerage of Great Britain |
| Der Earl of Cork and Orrery     | 1620; 1660          | Baron Boyle of Marston in der Peerage of Great Britain                                    |
| Der Earl of Westmeath           | 1621                |                                                                                           |
| Der Earl of Desmond             | 1622                | Earl of Denbigh in der Peerage of England                                                 |
| Der Earl of Meath               | 1627                | Baron Chaworth in der Peerage of the United Kingdom                                       |
| Der Earl of Cavan               | 1647                |                                                                                           |
| Der Earl of Drogheda            | 1661                | Baron Moore of Cobham in der Peerage of the United Kingdom                                |
| Der Earl of Granard             | 1684                | Baron Granard in der Peerage of the United Kingdom                                        |
| Der Earl of Kerry and Shelburne | 1722; 1753          | Marquess of Lansdowne in der Peerage of Great Britain                                     |
| Der Earl of Darnley             | 1725                | Baron Clifton in der Peerage of England                                                   |
| Der Earl of Bessborough         | 1739                | Baron Ponsonby of Sysonby in der Peerage of Great Britain                                 |
| Der Earl of Carrick             | 1748                | Baron Butler in der Peerage of the United Kingdom                                         |
| Der Earl of Shannon             | 1756                | Baron Carleton in der Peerage of Great Britain                                            |
| Der Earl of Mornington          | 1760                | Duke of Wellington in der Peerage of the United Kingdom                                   |
| Der Earl of Arran               | 1762                | Baron Sudley in der Peerage of the United Kingdom                                         |
| Der Earl of Courtown            | 1762                | Baron Saltersford in der Peerage of Great Britain                                         |
| Der Earl of Mexborough          | 1766                |                                                                                           |
| Der Earl Winterton              | 1766                |                                                                                           |
| Der Earl of Kingston            | 1768                |                                                                                           |
| Der Earl of Roden               | 1771                |                                                                                           |
| Der Earl of Lisburne            | 1776                |                                                                                           |
| Der Earl of Clanwilliam         | 1776                | Baron Clanwilliam in der Peerage of the United Kingdom                                    |
| Der Earl of Antrim              | 1785                |                                                                                           |
| Der Earl of Longford            | 1785                | Baron Silchester in der Peerage of the United Kingdom                                     |
| Der Earl of Portarlington       | 1785                |                                                                                           |
| Der Earl of Mayo                | 1785                |                                                                                           |
| Der Earl Annesley               | 1789                |                                                                                           |
| Der Earl of Enniskillen         | 1789                | Baron Grinstead in der Peerage of the United Kingdom                                      |
| Der Earl Erne                   | 1789                | Baron Fermanagh in der Peerage of the United Kingdom                                      |
| Der Earl of Lucan               | 1795                | Baron Bingham in der Peerage of the United Kingdom                                        |
| Der Earl Belmore                | 1797                |                                                                                           |
| Der Earl Castle Stewart         | 1800                |                                                                                           |
| Der Earl of Donoughmore         | 1800                | Viscount Hutchinson in der Peerage of the United Kingdom                                  |
| Der Earl of Caledon             | 1800                |                                                                                           |
| Der Earl of Limerick            | 1803                | Baron Foxford in der Peerage of the United Kingdom                                        |
| Der Earl of Clancarty           | 1803                | Viscount Clancarty in der Peerage of the United Kingdom                                   |
| Der Earl of Gosford             | 1806                | Baron Worlingham und Acheson in der Peerage of the United Kingdom                         |
| Der Earl of Rosse               | 1806                |                                                                                           |
| Der Earl of Normanton           | 1806                | Baron Mendip in der Peerage of Great Britain                                              |
| Der Earl of Kilmorey            | 1822                |                                                                                           |
| Der Earl of Listowel            | 1822                | Baron Hare in der Peerage of the United Kingdom                                           |
| Der Earl of Norbury             | 1827                |                                                                                           |
| Der Earl of Ranfurly            | 1831                | Baron Ranfurly in der Peerage of the United Kingdom                                       |

## Viscounts in der Peerage of Ireland
| Titel                               | Jahr der Verleihung | Andere Titel                                                  |
| ----------------------------------- | ------------------- | ------------------------------------------------------------- |
| Der Viscount Gormanston             | 1478                | Baron Gormanston in der Peerage of the United Kingdom         |
| Der Viscount Mountgarret            | 1550                | Baron Mountgarret in der Peerage of the United Kingdom        |
| Der Viscount Grandison              | 1621                | Earl of Jersey in der Peerage of England                      |
| Der Viscount Valentia               | 1622                |                                                               |
| Der Viscount Dillon                 | 1622                |                                                               |
| Der Viscount Lumley                 | 1628                | Earl of Scarbrough in der Peerage of England                  |
| Der Viscount Massereene and Ferrard | 1660; 1797          | Baron Oriel in der Peerage of the United Kingdom              |
| Der Viscount Cholmondeley           | 1661                | Marquess of Cholmondeley in der Peerage of the United Kingdom |
| Der Viscount Charlemont             | 1665                |                                                               |
| Der Viscount Downe                  | 1681                | Baron Dawnay in der Peerage of the United Kingdom             |
| Der Viscount Molesworth             | 1716                |                                                               |
| Der Viscount Chetwynd               | 1717                |                                                               |
| Der Viscount Midleton               | 1717                | Baron Brodrick in der Peerage of Great Britain                |
| Der Viscount Boyne                  | 1717                | Baron Brancepeth in der Peerage of the United Kingdom         |
| Der Viscount Grimston               | 1719                | Earl of Verulam in der Peerage of the United Kingdom          |
| Der Viscount Gage                   | 1720                | Baron Gage of High Meadow in der Peerage of Great Britain     |
| Der Viscount Galway                 | 1727                |                                                               |
| Der Viscount Powerscourt            | 1743                | Baron Powerscourt in der Peerage of the United Kingdom        |
| Der Viscount Ashbrook               | 1751                |                                                               |
| Der Viscount Southwell              | 1776                |                                                               |
| Der Viscount de Vesci               | 1776                |                                                               |
| Der Viscount Lifford                | 1781                |                                                               |
| Der Viscount Bangor                 | 1781                |                                                               |
| Der Viscount Doneraile              | 1785                |                                                               |
| Der Viscount Harberton              | 1791                |                                                               |
| Der Viscount Hawarden               | 1793                |                                                               |
| Der Viscount Monck                  | 1801                | Baron Monck in der Peerage of the United Kingdom              |
| Der Viscount Gort                   | 1816                |                                                               |

## Barons in der Peerage of Ireland
In Irland bezeichnet eine Baronie auch einen alten administrativen Teil eines County. Hier besteht kein Zusammenhang zwischen einer derartigen Baronie und dem Titel eines Barons.
| Titel                            | Jahr der Verleihung | Andere Titel |
| -------------------------------- | ------------------- | --- |
| Der Baron Kingsale               | 1397                | |
| Der Baron Dunsany                | 1439                | |
| Der Baron Trimlestown            | 1461                | |
| Der Baron Dunboyne               | 1541                | |
| Der Baron Louth                  | 1541                | |
| Der Baron Inchiquin              | 1543                | |
| Der Baron Digby                  | 1620                | Baron Digby in der Peerage of Great Britain                                                                              |
| Der Baron Conway and Killultagh  | 1712                | Marquess of Hertford in der Peerage of Great Britain                                                                     |
| Der Baron Carbery                | 1715                | |
| Der Baron Aylmer                 | 1718                | |
| Der Baron Farnham                | 1756                | |
| Der Baron Lisle                  | 1758                | |
| Der Baron Clive of Plassey       | 1762                | Earl of Powis in der Peerage of the United Kingdom                                                                       |
| Der Baron Mulgrave               | 1767                | Earl of Mulgrave und Marquess of Normanby in der Peerage of the United Kingdom                                           |
| Der Baron Westcote of Balamere   | 1776                | Viscount Cobham in der Peerage of Great Britain                                                                          |
| Der Baron Macdonald              | 1776                | |
| Der Baron Kensington             | 1776                | Baron Kensington in der Peerage of the United Kingdom                                                                    |
| Der Baron Newborough             | 1776                | |
| Der Baron Massy                  | 1776                | |
| Der Baron Muskerry               | 1781                | |
| Der Baron Hood of Catherington   | 1782                | Viscount Hood in der Peerage of Great Britain                                                                            |
| Der Baron Sheffield              | 1783                | Baron Stanley of Alderley und Eddisbury in der Peerage of the United Kingdom                                             |
| Der Baron Kilmaine               | 1789                | |
| Der Baron Auckland               | 1789                | Baron Auckland in der Peerage of Great Britain                                                                           |
| Der Baron Waterpark              | 1792                | |
| Der Baron Bridport               | 1794                | Viscount Bridport in der Peerage of the United Kingdom                                                                   |
| Der Baron Graves                 | 1794                | |
| Der Baron Huntingfield           | 1796                | |
| Der Baron Carrington             | 1796                | Baron Carrington in der Peerage of Great Britain; Baron Carington of Upton in der Peerage of the United Kingdom for Life |
| Der Baron Rossmore               | 1796                | Baron Rossmore in der Peerage of the United Kingdom                                                                      |
| Der Baron Hotham                 | 1797                | |
| Der Baron Crofton                | 1797                | |
| Der Baron ffrench                | 1798                | |
| Der Baron Henley                 | 1799                | Baron Northington in der Peerage of the United Kingdom                                                                   |
| Der Baron Langford               | 1800                | |
| Der Baron Henniker               | 1800                | Baron Hartismere in der Peerage of the United Kingdom                                                                    |
| Der Baron Dufferin and Claneboye | 1800                | |
| Der Baron Ventry                 | 1800                | |
| Der Baron Dunalley               | 1800                | |
| Der Baron Clanmorris             | 1800                | |
| Der Baron Ashtown                | 1800                | |
| Der Baron Rendlesham             | 1806                | |
| Der Baron Castlemaine            | 1812                | |
| Der Baron Decies                 | 1812                | |
| Der Baron Garvagh                | 1818                | |
| Der Baron Talbot of Malahide     | 1831                | |
| Der Baron Carew                  | 1834                | Baron Carew in der Peerage of the United Kingdom                                                                         |
| Der Baron Oranmore and Browne    | 1836                | Baron Mereworth in der Peerage of the United Kingdom                                                                     |
| Der Baron Bellew                 | 1848                | |
| Der Baron Fermoy                 | 1856                | |
| Der Baron Rathdonnell            | 1868                | |